# Friedrich Grillo

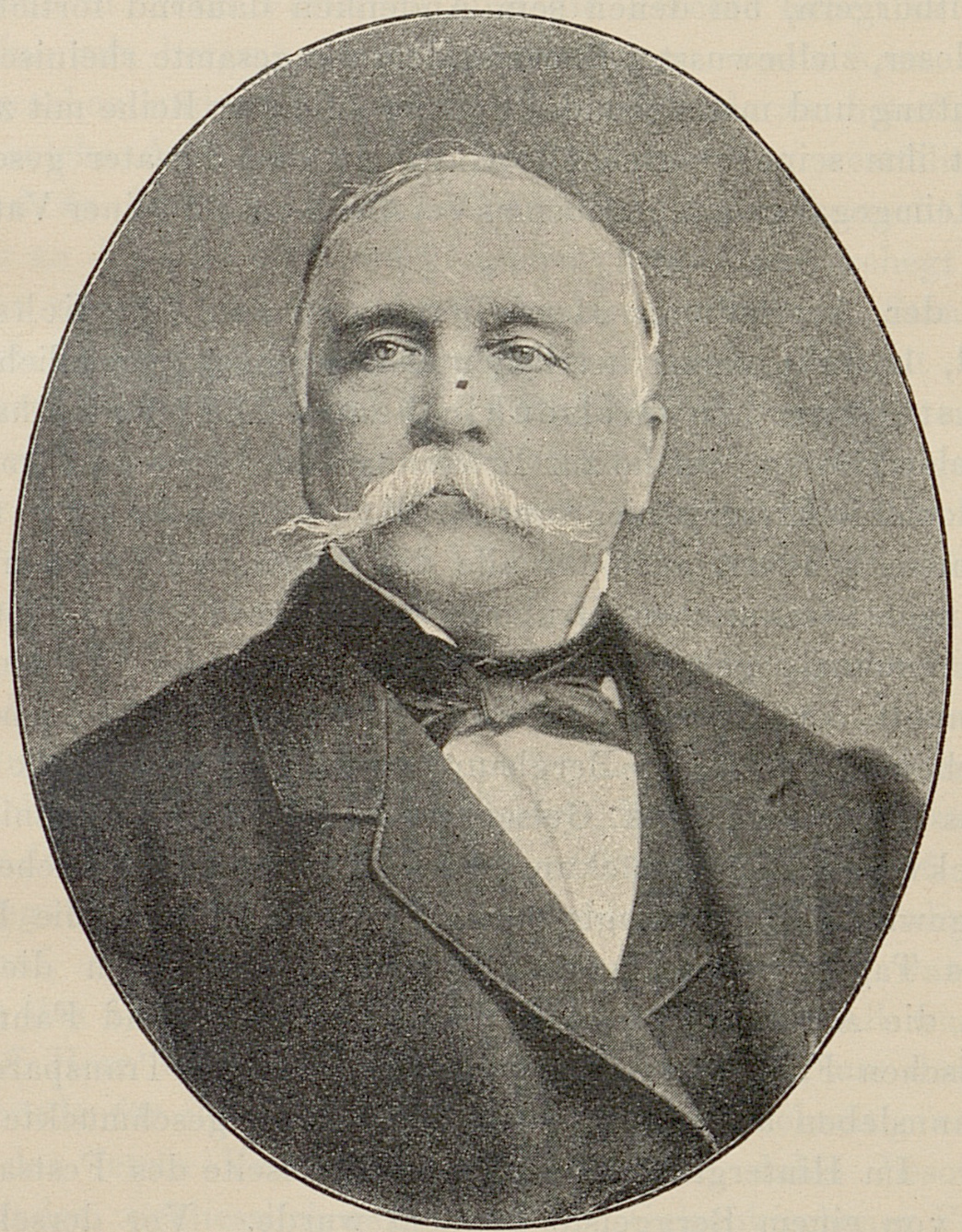
Friedrich Grillo

Henrich Friedrich Theodor Ernst Grillo, kurz auch Fritz Grillo, (* 20. Dezember 1825 in Essen; † 16. April 1888 in Ludenberg bei Düsseldorf) war ein deutscher Unternehmer und Industrieller, der die Entwicklung des Ruhrgebiets in der Gründerzeit maßgeblich mitprägte.

## Herkunft
Friedrich Grillo war der mittlere von drei Söhnen des Unternehmers Wilhelm Grillo, sein älterer Bruder hieß Wilhelm Theodor und sein jüngerer August.
Die Grillos waren vermutlich Waldenser aus Sonders im Veltlin, die in einigen deutschen Staaten – besonders Brandenburg-Preußen unter dem Großen Kurfürsten – zur Ansiedlung aufgefordert worden waren. Denn nach dem Dreißigjährigen Krieg waren viele deutsche Staaten so entvölkert, dass die Einnahmen der Fürsten gering waren. Deshalb versuchten einige Fürsten, ihre Bevölkerung durch Religionsflüchtlinge wie Hugenotten, Waldenser und Juden zu mehren (→ Peuplierung). Die Neuansiedler erhielten dabei Rechte bzw. Privilegien besonders der wirtschaftlichen Betätigung, die die einheimische Bevölkerung, die zum Teil noch in Leibeigenschaft lebte und keine Freizügigkeit genoss, nicht hatte. Den Neuansiedlern ermöglichten ihre besonderen Rechte, sich einen Wohlstand zu erarbeiten, der für die alten Untertanen nicht erreichbar war. Eine Rolle könnte gespielt haben, dass der große Kurfürst selbst auch anders als seine lutherischen Untertanen Calvinist war.

## Leben und Wirken

### Familie und Ausbildung
Grillo wurde als Sohn einer Essener Kaufmannsfamilie in deren Wohnhaus in der Viehofer Straße 10/12 geboren. Er übernahm das väterliche Unternehmen. Sein Vater war Wilhelm Grillo, seine Mutter Gertrud eine geborene Funke. Der Vater verstarb bereits zwei Jahre nach Friedrichs Geburt. Seine Mutter heiratete 1829 ein zweites Mal und verstarb zehn Jahre danach. Sein älterer Bruder war Wilhelm Theodor Grillo, mit dem er verschiedentlich zusammenarbeitete.

### Berufliche Laufbahn

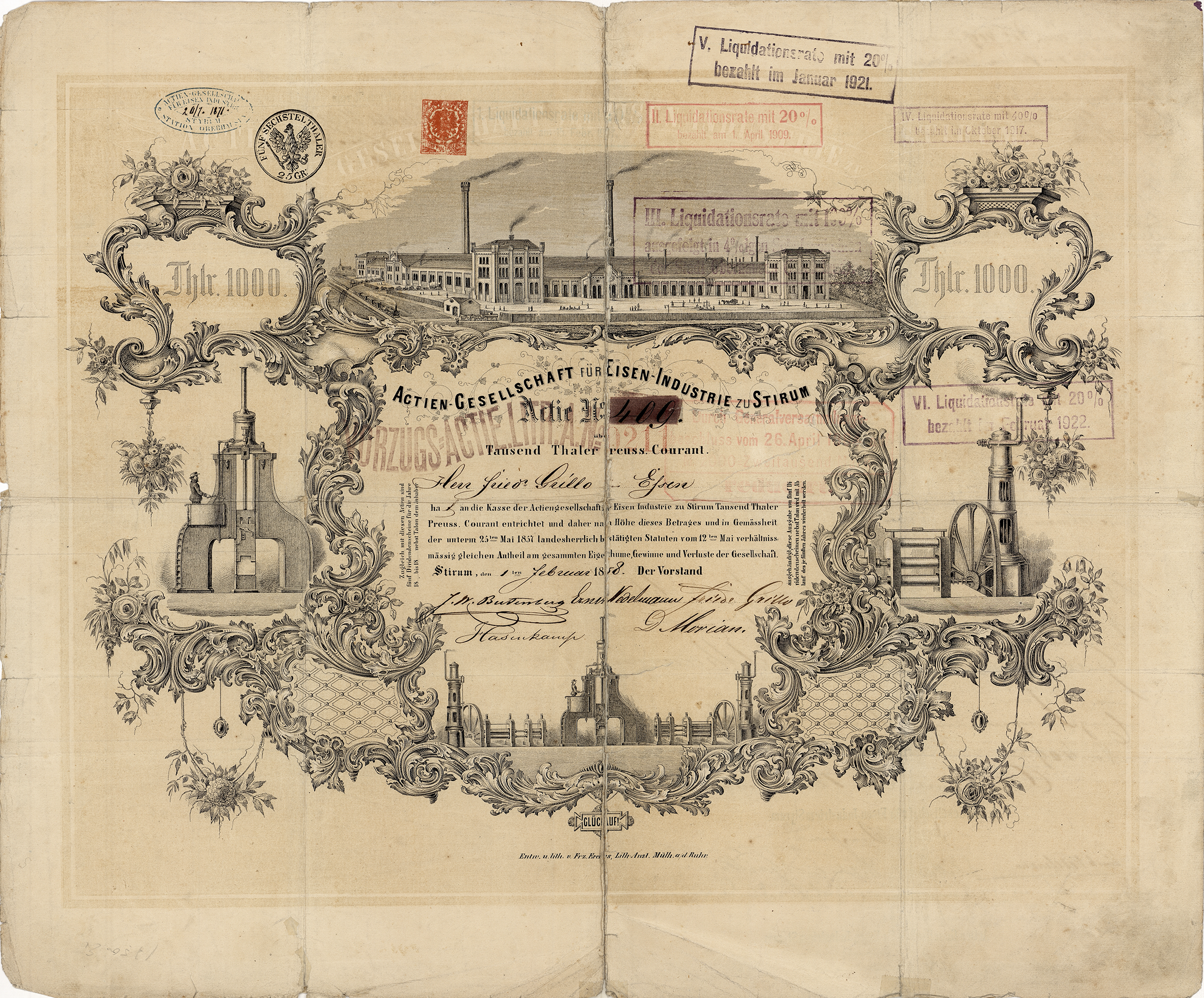
Gründeraktie der Actien-Gesellschaft Eisen-Industrie zu Stirum über 1000 Thaler Preuss. Courant, ausgegeben in Styrum am 1. Februar 1858, ausgestellt auf Friedrich Grillo in Essen. Die Aktie wurde eigenhändig von den Vorstandsmitgliedern unterschrieben, u. a. von Friedrich Grillo, Ernst Nedelmann und Daniel Morian. Die von Wilhelm Theodor Grillo gegründete Eisen-Industrie zu Stirum gehörte zu dieser Zeit zu den bedeutendsten Gesellschaften des Ruhrkohlenbezirks.

Friedrich Grillo begann nach dem Schulabschluss des Gymnasiums eine kaufmännische Lehre in Brügge, einem heutigen Stadtteil von Lüdenscheid. Er ging als Kaufmannsgehilfe nach Mainz und absolvierte dann den Militärdienst. 1848 übernahm Grillo den Eisenhandel seines Vaters, der durch seinen Stiefvater weitergeführt worden war. 1850 heiratete Grillo Wilhelmine von Born. Die Ehe blieb kinderlos. Seine Frau war die Tochter von Theodor von Born, der Beamter im Essener Bergamt und dabei an mehreren Mutungen beteiligt war. Er machte Grillo mit führenden Personen des Bergbaus bekannt.
Grillo beteiligte sich an verschiedenen Zechen und gewann zunehmend an Einfluss. 1854 erhielt er einen Sitz im Aufsichtsrat des neu gegründeten Bochumer Vereins, 1855 wurde er Mitgründer und Mitglied des Grubenvorstands der Bergbaugesellschaft Neu-Essen. 1855 sieht sich Grillo in dem damals mit 300 Einwohnern kleinen Dorf Schalke um. Grillo kauft dort Land, und die darunter liegenden Kohlefelder. 1862 legt er diese unter dem Namen Consolidation zusammen. 1864 lässt er mitten im Wald den ersten Schacht abteufen. An dieser Stelle entsteht später das Zentrum der Stadt Schalke. 1872 gründete er die Schalker Eisenhütte Maschinenfabrik GmbH und 1873 die Gelsenkirchener Bergwerks-AG, wobei man erstmals nördlicher gelegene, tiefere aber ergiebigere Flöze in den Steinkohlenbergbau einbezog.
Zusammen mit kleineren Privatbanken aus Köln und Berlin setzte Grillo die Aktiengesellschaft als typische Unternehmensform im Ruhrgebiet durch und vertiefte die Verbindung von Banken und Wirtschaft. Er war 1871 zusammen mit Ludwig von Born Mitgründer der Essener Credit-Anstalt. Grillo war eine der einflussreichsten Personen des Ruhrgebiets seiner Zeit, auf sein Wirken geht die Bedeutung Essens im Ruhrrevier zurück. Kurz vor seinem Tod stiftete er sein Vermögen für den Bau des Essener Stadttheaters, das seinen Namen trägt.
Grillo starb in der Provinzial-Heil- und Pflegeanstalt Ludenberg (heute ein Stadtteil von Düsseldorf), nachdem er wegen eines Nervenleidens dort eingeliefert worden war. Er wurde am 19. April 1888 auf dem Friedhof am Kettwiger Tor in Essen beigesetzt. Nach dessen Auflassung 1955 wurde Grillo auf den Essener Ostfriedhof umgebettet, wo das Familiengrab bis heute besteht.

Denkmal und Brunnen für Grillo auf dem Schalker Markt, errichtet 1898, Ansichtskarte
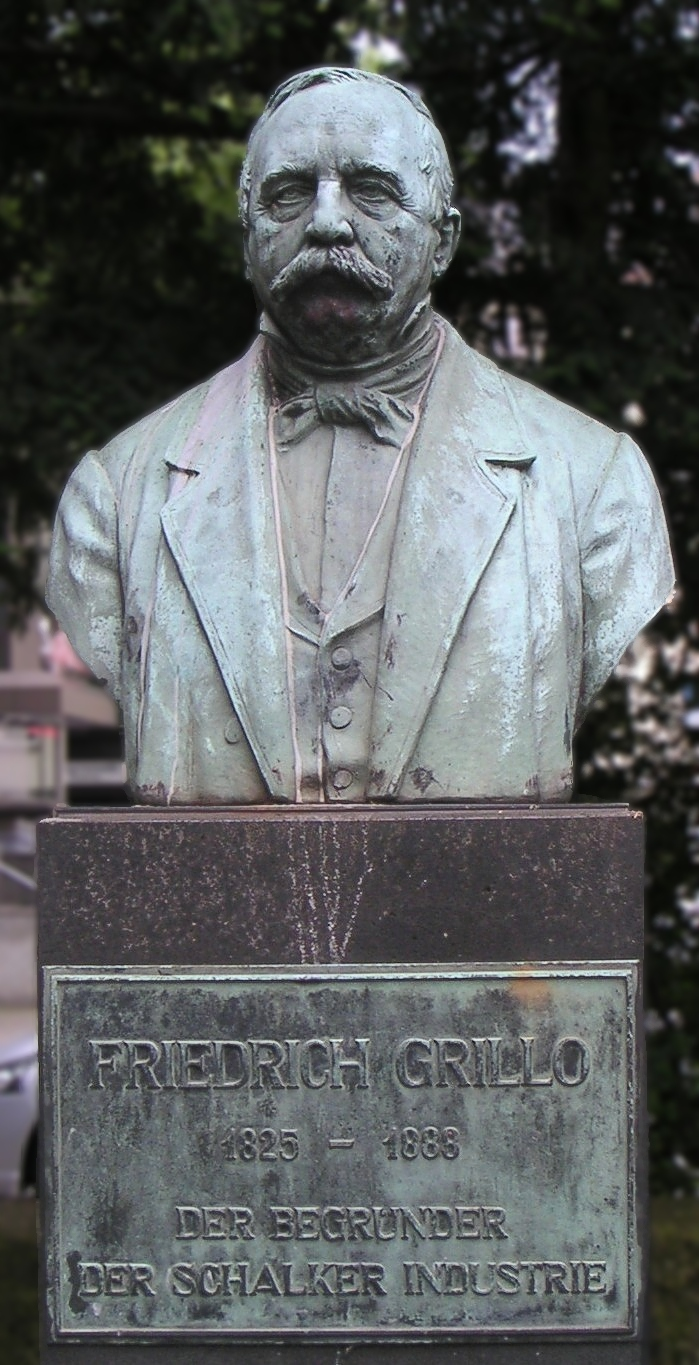
Büste an der Grillostraße in Gelsenkirchen-Schalke
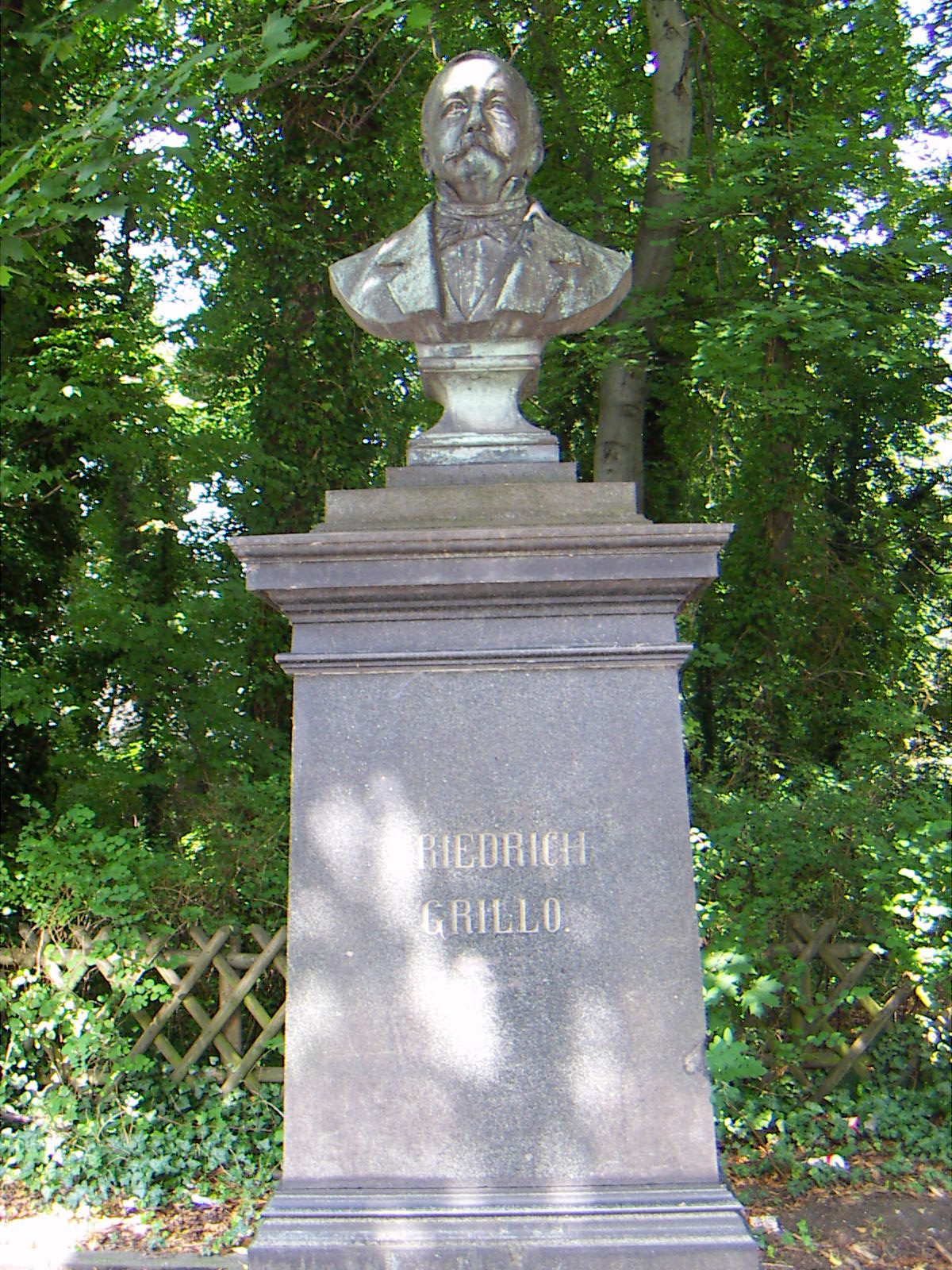
Denkmal am Kurpark in Unna-Königsborn
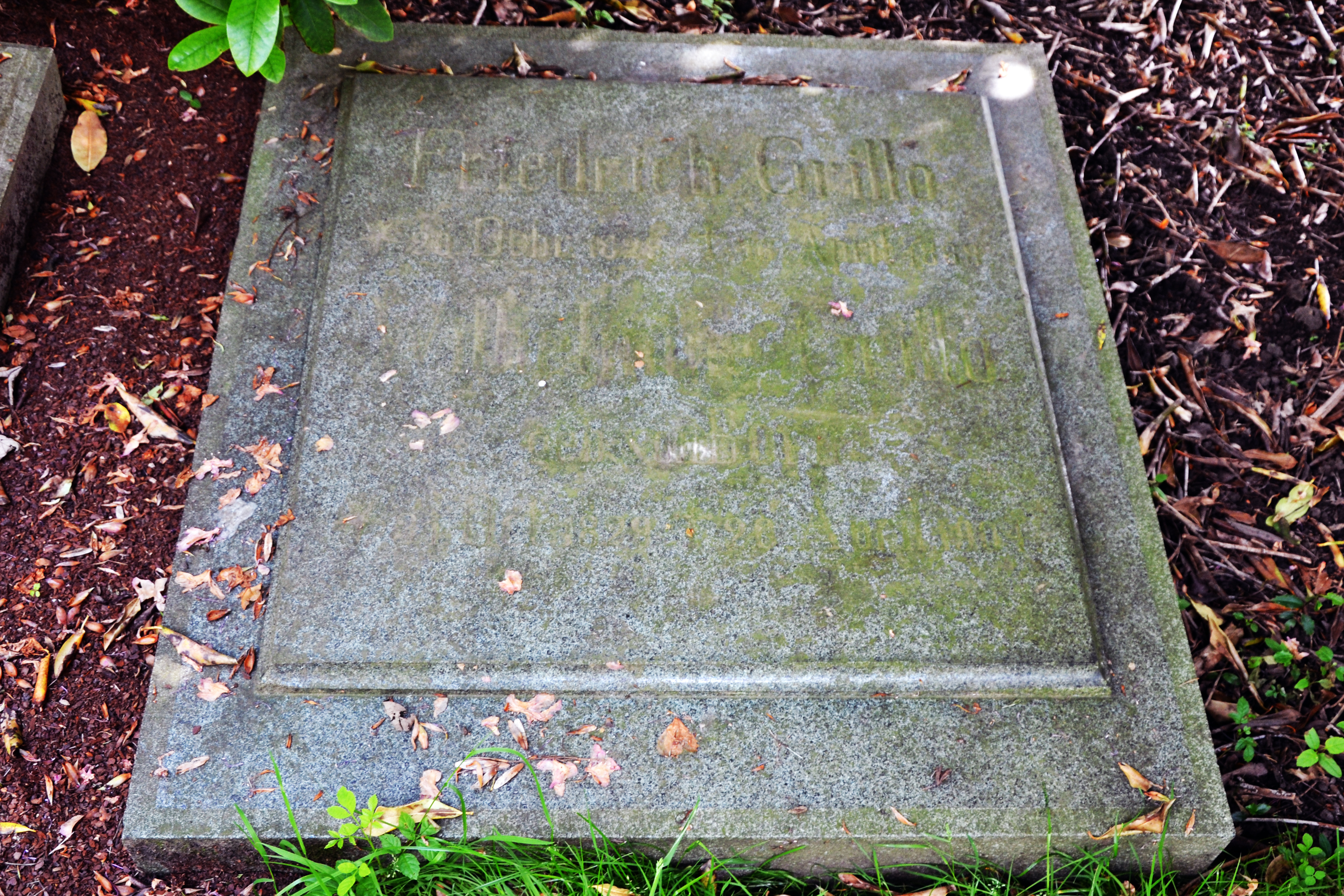
Grab auf dem Essener Ostfriedhof, vorher auf dem Friedhof am Kettwiger Tor

## Ehrung und Erinnerung
Friedrich Grillo und seine Witwe Wilhelmine Grillo geb. von Born (1829–1904) spendeten aus ihrem Vermögen die Kosten für das Grundstück und zwei Drittel der Baukosten des Essener Stadttheaters, das 1892 eröffnet wurde. Das Theater wurde später auch Grillo-Theater genannt. Die Ehe war kinderlos. Das Wohnhaus der Familie stand an der heutigen Kettwiger Straße gegenüber der Johanneskirche.
Zudem trägt die Grillostraße im Nordviertel von Essen seinen Namen, ebenso die gleichnamige Straße im südlichen Teil des Gelsenkirchener Stadtteils Schalke. Außerdem wurde 1937 das vormalige städtische Realgymnasium in Gelsenkirchen in Grillo-Gymnasium umbenannt.
Die Schachtanlagen der Zeche Monopol in Kamen, abgeteuft 1873, trugen ebenfalls den Namen „Grillo“.
In Oberhausen gibt es den Grillopark in unmittelbarer Nähe des Rathauses Oberhausen.